# 1975 en fantasy
| Années de la fantasy : 1972 - 1973 - 1974 - 1975 - 1976 - 1977 - 1978    |
| Décennies de la fantasy : 1940 - 1950 - 1960 - 1970 - 1980 - 1990 - 2000 |

L'année 1975 a été marquée, en matière de fantasy, par les événements suivants.

## Prix de fantasy

### Prix World Fantasy
- Création du Prix World Fantasy

## Romans - Recueils de nouvelles ou anthologies - Nouvelles

### Anthologies
- Les Meilleurs Récits de Weird Tales Tome 1 - Période 1925/32, anthologie de nouvelles éditée par Jacques Sadoul ;
- Les Meilleurs Récits de Weird Tales Tome 2 - Période 1933/37, anthologie de nouvelles éditée par Jacques Sadoul

### Romans
- La Quête de Tanelorn (The Quest for Tanelorn), roman de Michael Moorcock

## Bandes dessinées, dessins animés, mangas
- Beowulf Dragonslayer, comics d'heroic fantasy ;
- Claw the Unconquered, série de bande dessinée d’heroic fantasy créée par DC Comics ;
- Création de Warlord chez DC Comics.

## Sorties vidéoludiques
- Dungeon, un des premiers jeux vidéo de rôle